# ارسین (روستا)
ارسین (روستا) (به لاتین: Ərəzin) منطقه‌ای مسکونی در جمهوری آذربایجان است که در شهرستان جلفا (جمهوری آذربایجان) واقع شده‌است. ارسین ۱٬۸۷۳ نفر جمعیت دارد.